# Mason Jones (peleador)
Mason Jones (Blaenavon, Gales, 26 de abril de 1995) es un artista marcial mixto británico que compite en la división de peso ligero de Ultimate Fighting Championship.

## Primeros años
Jones se inició en las artes marciales a la edad de 6 años, comenzando con el Kickboxing, pero en el transcurso de la trayectoria de Mason, ha incorporado el Judo, el Boxeo y el Jiu-Jitsu. Mason Jones fue uno de los 5 mejores yudocas nacionales y un boxeador profesional, que llegó a estar 3-0 antes de dar el paso a las MMA a tiempo completo.

## Carrera de artes marciales mixtas

### Carrera temprana
A la edad de 16 años, Jones luchó en un combate de MMA amateur en Grapple y Strike después de esto Mason no lucharía MMA amateur de nuevo, hasta que tenía 21 años donde tenía planes de luchar pro, este habría sido el caso, pero una serie de pull-outs obligó a Mason en otra pelea amateur. Inicialmente, Mason estaba reservado para hacer su debut profesional contra Brett Hassett, sin embargo, SafeMMA no permitió que Hassett luchara después de complicaciones con sus escáneres cerebrales. Mason encontró otro oponente, pero no pudo hacerlo porque su oponente sufrió un desgarro de retina. David Adonis se enfrentó a Jones en Cage Warriors 83. Jones ganó el combate por sumisión en el primer asalto.
Después de luchar contra David Adonis, Jones se unió a las filas profesionales. En Cage Warriors 87, Jones luchó contra Shaun Luther, donde Jones fue capaz de mezclar sus puñetazos junto con sus derribos, en el suelo Jones fue capaz de avanzar a montar y tomar la espalda en varias ocasiones, mezclando golpes cortos, codazos, mientras que también buscaba sumisiones. Jones fue capaz de aplicar un estrangulamiento por detrás en el tercer asalto y Luther se rindió a falta de doce segundos para el final del combate.
El primer espectáculo de MMA de Gales fue Cage Warriors 97, que tuvo lugar en el Viola Arena. En este evento, destacó el talento galés de MMA, Jones fue el evento coprincipal contra Kacper Formela, un destacado karateca polaco apodado el Machida polaco. Jones se encontró con problemas al principio del primer combate, pero en cuanto empezó a utilizar su jab y a encontrar su alcance, pudo tomar el control de la pelea. El galés lanzó un rodillazo en los últimos compases del primer combate, que sorprendió al polaco, y Jones consiguió un abrazo tailandés y una ráfaga de rodillazos que puso fin al combate.
Por primera vez, Jones encabezó Cage Warriors 108 el 12 de octubre de 2019 en Cardiff contra el finlandés Aleksi Mantykivi. Jones controlaría el combate desde el primer asalto hasta el último, esto se demostró ya que los jueces puntuaron el combate 30-25, 30-25,3 30-26.
En marzo de 2020, Jones fue inicialmente reservado para luchar contra el exluchador de la UFC Danilo Belluardo en Cage Warriors 113, sin embargo, debido a complicaciones con la pandemia del Coronavirus, Belluardo no pudo salir de Italia. El rival de Joe McColgan tampoco pudo salir de Brasil debido a la pandemia. Se decidió entonces emparejar a Mason y Joe McColgan por el entonces vacante Campeonato de Peso Ligero de Cage Warriors, que había dejado vacante Jai Herbert al incorporarse a la UFC. Durante la pelea, Mason dio otro clinic de golpeo y una ráfaga de rodillazos del galés volvió a forzar una parada en el primer asalto.
En septiembre de 2020, Jones se enfrentó a Adam Proctor en Cage Warriors 116 por el vacante Campeonato de Peso Wélter de Cage Warriors. Con otra victoria por KO en el primer asalto, Jones se convirtió en el segundo campeón de dos divisiones en la historia de Cage Warriors, solo superado por Conor McGregor.

### Ultimate Fighting Championship
Jones debutó en la UFC frente a Mike Davis en UFC on ESPN: Chiesa vs. Magny el 20 de enero de 2021. Perdió el combate por decisión unánime. Este combate le valió el premio a la Pelea de la Noche.
Jones se enfrentó a Alan Patrick el 5 de junio de 2021 en UFC Fight Night: Rozenstruik vs. Sakai. En el segundo asalto, tras ser pinchado en el ojo accidentalmente por Jones, Patrick no pudo continuar y el combate fue declarado Sin Resultado.
La revancha con Patrick estaba programada para el 23 de octubre de 2021 en UFC Fight Night: Costa vs. Vettori. Sin embargo, Patrick se retiró del combate y fue sustituido por el recién llegado David Onama. Ganó el combate por decisión unánime.

## Campeonatos y logros

### Artes marciales mixtas
- Ultimate Fighting Championship
  - Pelea de la Noche (una vez) vs. Mike Davis[14]

- Cage Warriors
  - Campeonato de Peso Ligero de Cage Warriors (una vez)
  - Campeonato de Peso Wélter de Cage Warriors (una vez)

## Récord en artes marciales mixtas
| Resultado     | Récord   | Oponente         | Método                                  | Evento                                 | Fecha                    | Ronda | Tiempo | Localización      | Notas                                                                |
| ------------- | -------- | ---------------- | --------------------------------------- | -------------------------------------- | ------------------------ | ----- | ------ | ----------------- | -------------------------------------------------------------------- |
| Victoria      | 11-1 (1) | David Onama      | Decisión (unánime)                      | UFC Fight Night: Costa vs. Vettori     | 23 de octubre de 2021    | 3     | 5:00   | Las Vegas, Nevada |                                                                      |
| Sin resultado | 10-1 (1) | Alan Patrick     | Sin resultado (golpe de ojo accidental) | UFC Fight Night: Rozenstruik vs. Sakai | 5 de junio de 2021       | 2     | 2:14   | Las Vegas, Nevada | Un golpe accidental en el ojo hizo que Patrick no pudiera continuar. |
| Derrota       | 10-1     | Mike Davis       | Decisión (unánime)                      | UFC on ESPN: Chiesa vs. Magny          | 20 de enero de 2021      | 3     | 5:00   | Abu Dhabi         |                                                                      |
| Victoria      | 10-0     | Adam Proctor     | TKO (puñetazos)                         | Cage Warriors 116                      | 26 de septiembre de 2020 | 1     | 4:31   | Mánchester        | Ganó el vacante Campeonato de Peso Wélter de Cage Warriors.          |
| Victoria      | 9-0      | Joe McColgan     | TKO (rodillazo y puñetazos)             | Cage Warriors 113                      | 20 de marzo de 2020      | 1     | 4:14   | Mánchester        | Ganó el vacante Campeonato de Peso Ligero de Cage Warriors.          |
| Victoria      | 8-0      | Aleksi Mäntykivi | Decisión (unánime)                      | Cage Warriors 108                      | 12 de octubre de 2019    | 3     | 5:00   | Cardiff           |                                                                      |
| Victoria      | 7-0      | Donovan Desmae   | Decisión (unánime)                      | Cage Warriors 104                      | 27 de abril de 2019      | 3     | 5:00   | Cardiff           |                                                                      |
| Victoria      | 6-0      | Kacper Formela   | TKO (rodillazos al cuerpo)              | Cage Warriors 97                       | 29 de septiembre de 2018 | 1     | 4:03   | Cardiff           |                                                                      |
| Victoria      | 5-0      | Konmon Deh       | Decisión (unánime)                      | Cage Warriors 95                       | 21 de julio de 2018      | 3     | 5:00   | Londres           |                                                                      |
| Victoria      | 4-0      | Craig Edwards    | Sumisión (estrangulamiento por detrás)  | Cage Warriors Academy Wales 2          | 12 de mayo de 2018       | 3     | 3:23   | Ebbw Vale         |                                                                      |
| Victoria      | 3-0      | Lawrence Tracey  | TKO (puñetazos)                         | Cage Warriors 91                       | 3 de marzo de 2018       | 2     | 1:41   | Newport           |                                                                      |
| Victoria      | 2-0      | Brett Hassett    | Sumisión (kimura)                       | Adrenalin Fight Nights                 | 9 de diciembre de 2017   | 1     | 1:45   | Swansea           |                                                                      |
| Victoria      | 1-0      | Shaun Luther     | Sumisión (estrangulamiento por detrás)  | Cage Warriors 87                       | 14 de octubre de 2017    | 3     | 4:48   | Newport           |                                                                      |